# 阮文中 (嗣德進士)
阮文中（越南语：／；1851年—？），越南阮朝官員。

## 生平
阮文中是承天府富祿縣安農總安農社（今屬承天順化省富祿縣安農村）人，嗣德四年（1851年）出生。嗣德三十一年（1878年），在戊寅科鄉試中考中舉人。嗣德三十三年（1880年），考中庭試第三甲同進士出身。後任平定布政使。